# Mein Traumjob
Mein Traumjob – Die Chance meines Lebens ist eine deutsche Doku-Soap, die von RTL II ausgestrahlt wird. Die erste Sendung lief 2015. Die Doku-Soap handelt von drei Bewerbern, die sich um eine Stelle oder Lehrstelle beworben haben und dann in verschiedenen Aufgaben ihre Fähigkeiten dem Chef unter Beweis stellen müssen. Die Sendung ist ein Ableger der Sendung „Deine Chance! 3 Bewerber – 1 Job“, die von 2007 bis 2009 auf ProSieben lief.

## Inhalt
In der Sendung werden drei Arbeitssuchende an zwei Probearbeitstagen begleitet, die um ihren Traumjob kämpfen. Die Bewerber müssen in fünf Aufgaben ihr handwerkliches Talent, ihre Teamfähigkeit und ihr Verhalten in Stresssituationen zeigen. Die Aufgaben werden vom möglichen neuen Chef gestellt und unter seiner Beobachtung durchgeführt. Vor der letzten Aufgabe scheidet der schwächste Bewerber aus.
Die Handlungen in der Sendung werden von Mathias Fischedick und Christiane Kraus aus einer Bluebox kommentiert.